# Markus Wildauer
Markus Wildauer (Schlitters, 25 mei 1998) is een Oostenrijks wielrenner die anno 2020 rijdt voor Tirol KTM Cycling Team.

## Carrière
In 2016 werd Wildauer Oostenrijks kampioen bij de junioren. Tijdens de Europese kampioenschappen wielrennen in 2018 behaalde hij een derde plaats. Datzelfde jaar won hij de tweede etappe in de Ronde van Italië voor beloften.

## Overwinningen
2016
 Oostenrijks kampioenschap tijdrijden, junioren
2018
Jongerenklassement Grote Prijs van Gemenc
2e etappe Ronde van Italië voor beloften
 Europees kampioenschap tijdrijden, beloften
2019
 Oostenrijks kampioenschap tijdrijden, beloften

## Resultaten in voornaamste wedstrijden
|      | \| Jaar \| \| WK op de weg \| \| ---- \| \| ------------ \| \| 2020 \| \| opgave \| |              |
| Jaar |                                                                                     | WK op de weg |
| 2020 |                                                                                     | opgave       |

## Ploegen
- 2017 –  Tirol Cycling Team
- 2018 –  Tirol Cycling Team
- 2019 –  Tirol KTM Cycling Team
- 2020 –  Tirol KTM Cycling Team